# ولادووتسه
ولادووتسه (به صربی: Vladovce) یک منطقهٔ مسکونی در صربستان است که در ترگوویشته واقع شده‌است. ولادووتسه ۵۰ نفر جمعیت دارد.